# 牟礼駅
牟礼駅（むれえき）は、長野県上水内郡飯綱町栄町にある、しなの鉄道北しなの線の駅である。

## 歴史
- 1888年（明治21年）5月1日：国鉄の駅として開設[1][2][5]。
- 1981年（昭和56年）1月20日：貨物取扱廃止[2][7]。
- 1982年（昭和57年）6月21日：業務委託駅となる[8]。
- 1984年（昭和59年）2月1日：荷物扱い廃止[7]。
- 1987年（昭和62年）4月1日：国鉄分割民営化に伴い、東日本旅客鉄道（JR東日本）の駅となる[5][7]。
- 2015年（平成27年）3月14日：北陸新幹線金沢延伸開業に伴い[9][10]、しなの鉄道に移管[4]。駅名標をしなの鉄道のデザインに変更。移管後、駅業務は飯綱町に委託[6]。
- 2024年（令和6年）8月25日：駅名標を『上田れむ』と『みつどん』を添えたデザインに変更。
- 2026年（令和8年）春季：交通系ICカード「Suica」利用サービス開始（予定）[11]。

## 駅構造
相対式ホーム2面2線を有する地上駅。両ホームは跨線橋で連絡している。木造駅舎を備える。
2015年の北陸新幹線開通に伴う移管が行われるまではJR東日本豊野駅管理の業務委託駅で、みどりの窓口が設置されていた。移管後は飯綱町に委託されている。
以前上下線ホームには国鉄民営化後にJR東日本長野支社が打出した「一駅一名物」の産物として、飯縄山の飯縄三郎天狗伝説にちなんだ大天狗像があり駅のシンボルだったが、老朽化により2006年に上りホーム像が、2017年11月までに下りホーム像が撤去された。なお下りホーム像の跡地には同年12月、新たなシンボルとして美術家田窪恭治によるリンゴをモチーフにした陶板画モニュメントが設置された。
なお、当駅には発車ベル設備がある。

### のりば
| 番線 | 路線        | 方向 | 行先         |
| ---- | ----------- | ---- | ------------ |
| 1    | ■北しなの線 | 下り | 妙高高原方面 |
| 2    | ■北しなの線 | 上り | 長野方面     |

- 番線番号はしなの鉄道への移管の際に改めて設定された。
- 以前は、上下線間に中線があり列車待避に使用されていたが、一部撤去されている[2]。

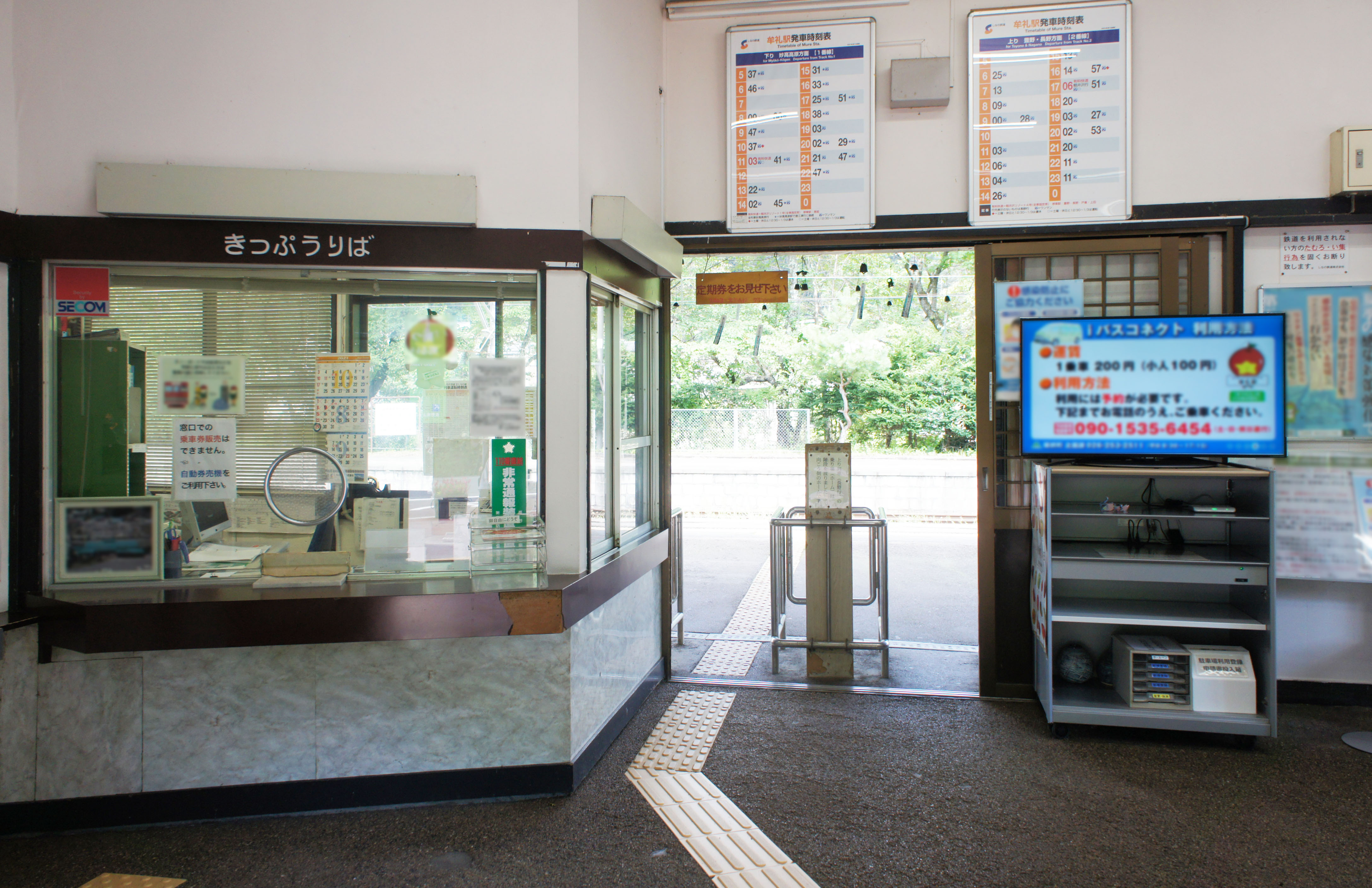
改札口（2021年8月）
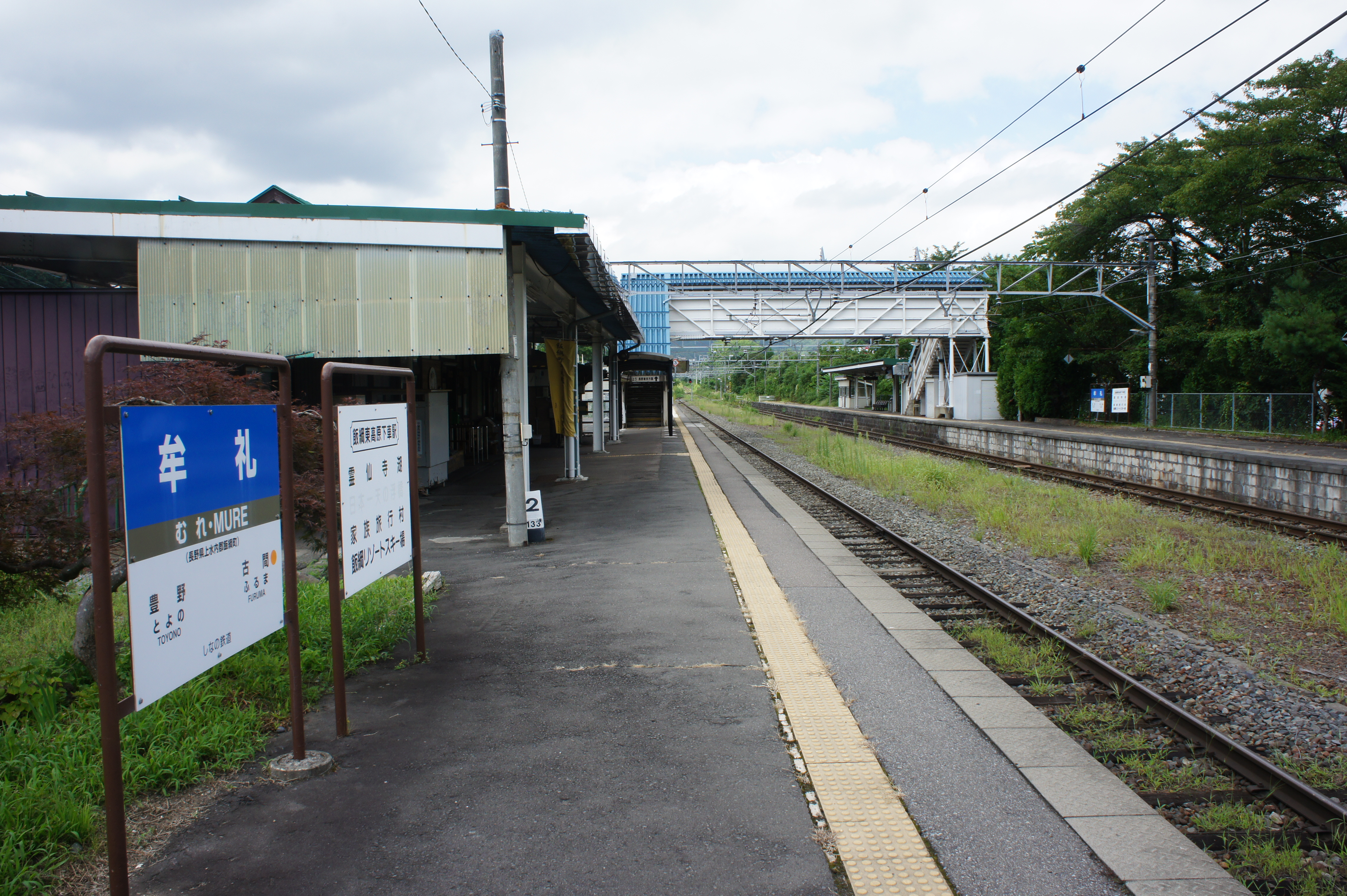
ホーム（2021年8月）
撤去前の下りホーム天狗像（2009年4月）

#### 駅舎・跨線橋
- 駅舎は1922年（大正11年）11月に建設されたもの[16]。
- 跨線橋は1900年（明治33年）の建設で、現用の駅構内の跨線橋としては国内最古級といわれ[注釈 2]、1956年5月にそれまで豊野駅で使用されていたものを移築した[17]という。橋脚には「鉄道作業局 新橋工場製造 明治三十三年」 と陽鋳された銘板があり、通路の骨組みには古いレールが使われている[18]。

## 利用状況
「長野県統計書」によると、2020年度（令和2年度）の1日平均乗車人員は492人である。
2000年度（平成12年度）以降の推移は以下の通り。なお、2000年度（平成12年度）- 2014年度（平成26年度）の統計はJR東日本時代のものである。また、2014年度（平成26年度）と2015年度（平成27年度）の統計は非公表である。
| 乗車人員推移       | 乗車人員推移     | 乗車人員推移 |
| 年度               | 1日平均 乗車人員 | 出典         |
| ------------------ | ---------------- | ------------ |
| 2000年（平成12年） | 1,090            | [ JR東 1 ]   |
| 2001年（平成13年） | 1,036            | [ JR東 2 ]   |
| 2002年（平成14年） | 1,017            | [ JR東 3 ]   |
| 2003年（平成15年） | 987              | [ JR東 4 ]   |
| 2004年（平成16年） | 969              | [ JR東 5 ]   |
| 2005年（平成17年） | 904              | [ JR東 6 ]   |
| 2006年（平成18年） | 848              | [ JR東 7 ]   |
| 2007年（平成19年） | 857              | [ JR東 8 ]   |
| 2008年（平成20年） | 864              | [ JR東 9 ]   |
| 2009年（平成21年） | 838              | [ JR東 10 ]  |
| 2010年（平成22年） | 815              | [ JR東 11 ]  |
| 2011年（平成23年） | 785              | [ JR東 12 ]  |
| 2012年（平成24年） | 800              | [ JR東 13 ]  |
| 2013年（平成25年） | 767              | [ JR東 14 ]  |
| 2014年（平成26年） | 非公表           |              |
| 2015年（平成27年） | 非公表           |              |
| 2016年（平成28年） | 738              | [ 長野県 2 ] |
| 2017年（平成29年） | 736              | [ 長野県 3 ] |
| 2018年（平成30年） | 699              | [ 長野県 4 ] |
| 2019年（令和元年） | 636              | [ 長野県 5 ] |
| 2020年（令和02年） | 492              | [ 長野県 1 ] |

## 駅周辺
長野市内へのアクセスが良好であるため、駅付近は朝夕かなり混雑する。北部高等学校への通学生の利用も多い。
2005年9月30日までは駅北側を流れる鳥居川が上水内郡牟礼村と三水村との境目だった。
- 飯綱町役場[1]
- 長野県北部高等学校[1]
- JAながの 飯綱支所
- 牟礼郵便局
- 国道18号
- 佐軍神社
- 飯綱町立 飯綱中学校
- 鳥居川

## バス路線
「牟礼駅」停留所にて、以下の路線バスが発着する。
- 長電バス
  - 55：長野駅 / 飯綱営業所
  - 155：見晴 / 飯綱営業所
- i（アイ）バス
  - 飯綱線：飯綱営業所 / 飯綱温泉
  - 地蔵久保線：飯綱営業所 / 地蔵久保
  - 東柏原線：飯綱営業所 / 東柏原

## 隣の駅
しなの鉄道
■北しなの線
- 特別快速「軽井沢リゾート号」停車駅

■普通（長野駅から快速となる列車含む）
豊野駅 - 牟礼駅 - 古間駅

### 記事本文